# Liste der Mitglieder der American Academy of Arts and Sciences/1868
Im Jahr 1868 wählte die American Academy of Arts and Sciences 19 Personen zu ihren Mitgliedern.

## Neugewählte Mitglieder
- James Burrill Angell (1829–1916)
- Nathaniel Ellis Atwood (1807–1886)
- Johann Caspar Bluntschli (1808–1881)
- Michel Eugene Chevreul (1786–1889)
- William Smith Clark (1826–1886)
- Auguste Arthur de La Rive (1801–1873)
- Hermann August Hagen (1817–1893)
- John Lord Hayes (1812–1887)
- Christian Lassen (1800–1876)
- Horace Mann junior (1844–1868)
- Henry Longueville Mansel (1820–1871)
- Lewis Henry Morgan (1818–1881)
- Alpheus Spring Packard junior (1839–1905)
- Edmund Quincy (1808–1877)
- Friedrich Ritschl (1806–1876)
- Samuel Hubbard Scudder (1837–1911)
- Hermann Ludwig Ferdinand von Helmholtz (1821–1894)
- Charles Wheatstone (1802–1875)
- Andrew Dickson White (1832–1918)